# San José de Comayagua
San José de Comayagua é um município localizado no departamento de Comayagua, em Honduras. Em 2010, segundo o Instituto Nacional de Estatística Hondurenho, possuía uma população de 6.727 habitantes.